# Арена-Конда
«Арена-Конда» — это стадион, расположенный в городе Шапеко, Бразилия. Он может вместить 20 089 зрителей и является домашней ареной для бразильской футбольной команды «Шапекоэнсе».
Арена-Конда была торжественно открыта 1 февраля 2009 года. Первый матч на этом стадионе состоялся в том же году в рамках чемпионата Санта-Катарины по футболу. Соперником был «Бруски», и «Шапекоэнсе» одержал уверенную победу со счётом 4:1. Первый гол на стадионе был забит Нененом. А самой большой посещаемостью до сих пор остаётся матч против «Гремио», который состоялся в 2014 году. На тот матч пришло 19 175 болельщиков.

## История
История стадиона может быть разделена на три этапа.
Первым этапом стало строительство футбольного поля. Оно было торжественно открыто 24 января 1976 года во время матча между командами "Шапекоэнсе" и "Интернасьонал". В том матче "Шапекоэнсе" проиграл со счётом 1:4, а единственный гол забил игрок "Интера" Боржао.
6 февраля 1980 года состоялось торжественное открытие регионального стадиона "Индио-Конда". Это была домашняя арена футбольной ассоциации "Шапекоэнсе". В истории этой команды было немало значимых моментов. Они трижды становились чемпионами штата: в 1977, 1996 и 2007 годах. Также они завоевали Кубок Санта-Катарины в 1979 году, Кубок Плинио Арлиндо Де Нез в 1995 году.

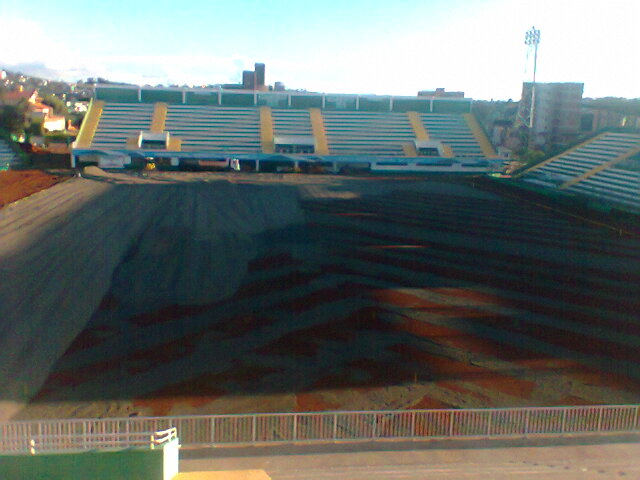
Ремонт на поле и в южном крыле на заднем плане

9 октября 2007 года исполняющий обязанности мэра Жуан Родригес объявил о начале строительства стадиона «Арена Конда».
Южное крыло было первой частью. В феврале 2009 года было инвестировано 3,5 миллиона реалов. Под трибунами было построено 18 торговых залов. Расширение, которое утроило снесенное пространство, приносит пользу сторонникам с большим пространством и удобством, а также населению в целом за счет создания департаментов префектуры, таких как Procon, Департамент жилищного строительства, муниципальный экологический фонд и Центр образования молодежи и взрослых. В мае 2009 года региональный стадион Indio Condá был переименован в Arena Condá с принятием муниципального закона № 5560 от 28 мая 2009 года.
В марте 2010 года, во время матча за Кубок Бразилии между командами «Шапекоэнсе» и «Атлетико Минейро», состоялась торжественная церемония открытия второй части стадиона — Северного крыла. Этот этап проекта обошёлся в 5,6 миллиона реалов, и сегодня здесь находится министерство здравоохранения, осуществляющее все свои функции по обслуживанию населения. Первая очередь стадиона, построенная в партнёрстве с компанией Procon Municipal и уже сданная в эксплуатацию, увеличила вместимость зала с 10 до 13 тысяч мест. Инвестиции на этом этапе составили 3,9 миллиона реалов, из которых 1,7 миллиона были предоставлены Procon, а остальные — муниципалитетом. Общая вместимость стадиона составляет 3,2 тысячи посадочных мест.
В апреле 2014 года состоялось торжественное открытие третьей части стадиона «Арена-Конда». Государственные власти вложили 6,7 миллиона реалов в строительство новых восточного и северо-восточного крыльев арены, что увеличило её вместимость с 12,8 тысяч до 20 тысяч человек. Церемония открытия прошла перед матчем с «Коринтиансом». Подготовка новых секторов заняла пять месяцев. Кроме того, правительство штата в партнёрстве с городом вложило ещё 3 миллиона реалов в строительство северного крыла «Арены Конда». Два миллиона пошли на возведение сектора трибун, а один — на создание нового муниципального департамента здравоохранения, который разместился в здании, пристроенном к сектору.
Ратуша Шапеко планирует возвести новое крыло стадиона, где сейчас располагаются кабины для прессы и ложи. Кроме того, планируется покрыть другие крылья и установить стулья по всему стадиону, что позволит увеличить его вместимость до 40 тысяч мест и принять финал соревнований CONMEBOL. Ещё один проект — мемориал в память о жертвах трагического рейса Lamia 2933. Ожидается, что ратуша Шапеко получит 21 миллион реалов от федерального правительства на расширение и реконструкцию Arena-Conda.